# Erythrogonia dubia
Erythrogonia dubia är en insektsart som beskrevs av Medler 1963. Erythrogonia dubia ingår i släktet Erythrogonia och familjen dvärgstritar. Inga underarter finns listade i Catalogue of Life.